# Dorian Gregory
Dorian Gregory é um ator dos Estados Unidos da América, que interpretou um inspector na série Charmed por sete temporadas.

## Filmografia
| Year      | Film                                         | Role                          | Other notes             |
| --------- | -------------------------------------------- | ----------------------------- | ----------------------- |
| 1991      | Baywatch                                     | Man in the Audience           | TV Series (1 Episode)   |
| 1992      | Stop! Or My Mom Will Shoot                   | Driver for 'Moore' At Airport | Uncredited              |
| 1992      | Honey, I Blew Up the Kid                     | US Marshal Officer            | Uncredited              |
| 1995      | Sister, Sister                               | Delivery Man                  | TV Series (1 Episode)   |
| 1995      | Hope & Gloria                                | Dutch                         | TV Series (1 Episode)   |
| 1995      | Beverly Hills, 90210                         | Guard                         | TV Series (1 Episode)   |
| 1995      | Too Something                                | Gym Guy                       | TV Series (1 Episode)   |
| 1995      | The Barefoot Executive                       | Doctor                        | TV Series               |
| 1995      | Living Single                                | Mountie Robeson               | TV Series (1 Episode)   |
| 1996      | The Steve Harvey Show                        | Derek                         | TV Series (1 Episode)   |
| 1997      | The Apocalypse                               | Lieutenant                    | Movie                   |
| 1997      | Just Write                                   | Valet At The Mansion Party    | Movie                   |
| 1996–1997 | Baywatch Nights                              | Diamont Teague                | TV Series (22 Episodes) |
| 1997      | Lois & Clark: The New Adventures of Superman | SWAT Commander                | TV Series (1 Episode)   |
| 1996–1997 | Hangin' with Mr. Cooper                      | Norman                        | TV Series (2 Episodes)  |
| 1997      | Pacific Blue                                 | Rober Quest                   | TV Series (1 Episode)   |
| 1998      | Prey                                         | Karl Hunter                   | TV Series (1 Episode)   |
| 1998      | Moesha                                       | Darnell                       | TV Series (1 Episode)   |
| 1999      | 3rd Rock from the Sun                        | Byron                         | TV Series (1 Episode)   |
| 2003      | Deliver Us from Eva                          | Lucius Johnson                | Movie                   |
| 2003      | Girlfriends                                  | Robert                        | TV Series (1 Episode)   |
| 2004      | NCIS                                         | Local Police Detective        | TV Series (1 Episode)   |
| 1998–2005 | Charmed                                      | Darryl Morris                 | TV Series (70 Episodes) |
| 2005      | The Bad Girl's Guide                         | Ray                           | TV Series (1 Episode)   |
| 2005      | Getting Played                               | Darrel                        | TV Movie                |
| 2008      | Las Vegas                                    | Agent Miller                  | TV Series (1 Episode)   |
| 2008      | Show Stoppers                                | Dance Showdown Host           | Movie                   |

| Year | Film                                         | Role              | Other notes           |
| ---- | -------------------------------------------- | ----------------- | --------------------- |
| 1993 | Story Of A People                            | Himself (Host)    | TV Mini-Series        |
| 1996 | 65th Annual Hollywood Christmas Parade       | Himself (Host)    | TV                    |
| 2003 | Soul Train                                   | Himself (Host)    | TV                    |
| 2003 | The Other Half                               | Himself (Co-Host) | TV Series (1 Episode) |
| 2004 | The 18th Annual Soul Train Music Awards      | Himself (Host)    | TV                    |
| 2005 | Charmed: Access All Areas                    | Himself (Host)    | TV Special            |
| 2005 | The 19th Annual Soul Train Music Awards      | Himself (Host)    | TV                    |
| 2005 | The 8th Annual Soul Train Christmas Starfest | Himself (Host)    | TV                    |
| 2006 | In the Mix                                   | Himself           | TV Series (1 Episode) |
| 2008 | Life on the Road with Mr. and Mrs. Brown     | Himself           |                       |